# Новояричівська селищна територіальна громада
Новояричівська селищна громада — територіальна громада в Україні, у Львівському районі, Львівської області. Адміністративний центр — селище Новий Яричів.
Площа громади — 222,1 км², населення — 18 556 мешканців (2020).
Кабінет міністрів України затвердив перспективний план формування територій громад Львівської області розпорядженням від 27 травня 2020 р. № 624-р.
Відповідно до цього розпорядження до Новояричівської селищної об'єднаної територіальної громади були включені наступні селищні та сільські ради Кам'янка-Бузького та Пустомитівського районів:
- Новояричівська селищна рада;
- Банюнинська сільська рада;
- Великосілківська сільська рада;
- Дідилівська сільська рада;
- Запитівська сільська рада;
- Неслухівська сільська рада;
- Старояричівська сільська рада;
- Убинівська сільська рада;
- Борщовицька сільська рада (Пустомитівський р-н);
- Пикуловичівська сільська рада (Пустомитівський р-н).

За результатами місцевих виборів 25 жовтня 2020 року головою Новояричівської селищної громади обрано Соколовського Петра Анатолійовича (громадянин України, народився 19.04.1988 р., освіта вища, безпартійний).

## Населені пункти
У складі громади 2 смт (Запитів та Новий Яричів) і 16 сіл:
- Банюнин
- Борщовичі
- Великі Підліски
- Великосілки
- Дідилів
- Кукезів
- Малі Нагірці
- Неслухів
- Нова Лодина
- Пикуловичі
- Руданці
- Соколів
- Старий Яричів
- Убині
- Хренів
- Цеперів